# Ultima Thule (opowiadanie)
Ultima Thule – rosyjskojęzyczne opowiadanie Vladimira Nabokova, napisane prawdopodobnie w lutym 1940 i opublikowane po raz pierwszy w 1942 w nowojorskim czasopiśmie "Nowyj Żurnał". 
Utwór miał początkowo stanowić jeden z rozdziałów lub fragmentów drugiej części powieści Dar, zatytułowanej Solus rex. Planowany utwór nie został jednak dokończony – Nabokov napisał jedynie dwa rozdziały, które ostatecznie potraktował jako odrębne utwory i włączył do swojego zbioru opowiadań pt. A Russian Beauty and Other Stories w 1973. Nie udało się do końca ustalić, którym w kolejności rozdziałem powieści miało być opowiadanie Ultima Thule, wskazuje się, że mógł to być rozdział trzeci lub fragment większego rozdziału o nieustalonym miejscu w planowanej powieści.

## Zarys treści
Bohaterem utworu jest plastyk Sinieusow. Opowiadanie ma formę listu narratora do jego zmarłej ukochanej. Sinieusow opowiada o swoim cierpieniu po jej śmierci i relacjonuje jej historię swojego dawnego nauczyciela, Faltera. Prowadził on spokojne życie właściciela hotelu, do czasu aż pewnej nocy podczas podróży służbowej poznał, jak twierdził, tajemnicę wszechświata. Został uznany za obłąkanego. Pewnego dnia jego przypadek zainteresował znanego psychiatrę. Lekarz ten postanowił uleczyć chorego, zmarł jednak podczas prowadzonej z nim sesji terapeutycznej; Falter twierdził, że przyczyną śmierci był szok spowodowany wyjawioną przez niego psychiatrze tajemnicą wszechświata. Wydarzenie to spowodowało, że Falter zaczął cieszyć się pewną sławą, odwiedzali go ludzie spragnieni poznania tajemnicy, on jednak nie zdradzał jej już nikomu. Sinieusow, usłyszawszy tę opowieść od szwagra Faltera, postanowił spotkać się z chorym tuż przed swoim wyjazdem do Paryża, gdzie miał zamiar pracować nad zleconymi mu ilustracjami do utworu Ultima Thule. Podczas odwiedzin wypytywał Faltera o odkryty przez niego sens, próbował również dowiedzieć się, czy istnieje życie pozagrobowe. Falter stanowczo odmawiał odpowiedzi. Po rozmowie stwierdził jednak, że niechcący zdradził się kilkoma słowami. Rozczarowany Sinieusow wrócił do domu. Następnego dnia do bohatera zadzwonił szwagier Faltera, informując go, że Falter inkasuje za rozmowę sto franków, jednak kolejna rozmowa będzie kosztować już tylko połowę tej ceny. Sinieusow stwierdza, że ma do czynienia z szarlatanem, rachunek jednak płaci. Jakiś czas później otrzymuje od Faltera liścik ze szpitala. Chory informuje go, że umrze we wtorek, poniżej znajdują się dwie starannie wykreślone linijki tekstu. Sinieusow nie otrzymuje ostatecznie odpowiedzi ani w kwestii tego, czy Falter jest oszustem czy prorokiem, ani czy istnieje życie po śmierci, a więc czy jego ukochana żyje w zaświatach.